# Терновский (Воронежская область)
Терновский — посёлок в Новохопёрском районе Воронежской области России.
Административный центр Терновского сельского поселения.

## Население
| 2010 |
| ---- |
| 794  |

## Улицы
| - ул. Весёлая, - ул. Гольская, - ул. Запрудная, - ул. Мира, | - ул. Новая, - ул. Парковая, - ул. Садовая, - ул. Свободы, | - ул. Терновская, - ул. Центральная, - ул. Школьная. |

## Инфраструктура
В посёлке имеется средняя общеобразовательная школа.